# 直列三缸引擎

直列三缸引擎的動畫顯示

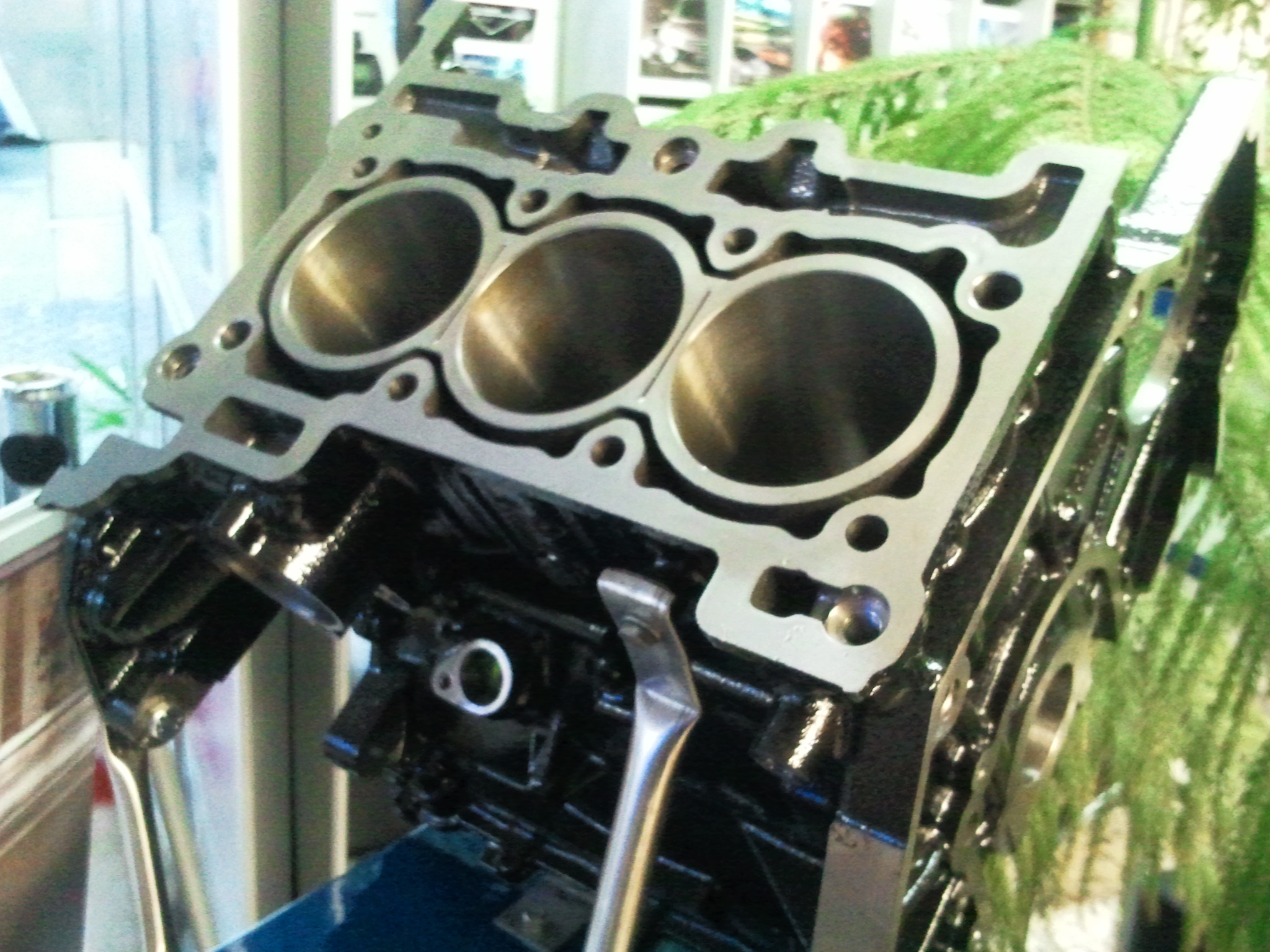
三缸福特EcoBoost发动机

直列三缸引擎（英語：straight-three engine）簡稱三缸、L3或I3，是活塞引擎的汽缸排列型式之一，因只有三個氣缸而得名，常见於農用機械及摩托車。比起直列四缸引擎，直列三缸引擎較少用作汽車引擎，多數用於排氣量比較小的引擎。特點是比起四缸引擎較容易抖動。